# Birglistock
Birglistock är en bergstopp i Schweiz. Den ligger i distriktet Interlaken-Oberhasli och kantonen Bern, i den centrala delen av landet, 70 km sydost om huvudstaden Bern. Toppen på Birglistock är 2 192 meter över havet.